# 通德拉卡姆
通德拉卡姆（Tundla Kham），是印度北方邦Firozabad县的一个城镇。总人口5156（2001年）。

## 人口
该地2001年总人口5156人，其中男性2724人，女性2432人；0—6岁人口750人，其中男385人，女365人；识字率73.86%，其中男性为81.94%，女性为64.80%。